# فصل (منطق)
فصل، در منطق آن کلی ذاتی است که موجب امتیاز یک نوع از انواع دیگر یا موجب امتیاز یک ماهیت از ماهیات دیگر می‌شود. مانند «ناطق» که فصل انسان است، «سه ضلع داشتن» که فصل مثلث است، «حساس» که فصل حیوان است، «نامی» که فصل موجود زنده است و...
فصل بر دو قسم است: فصل قریب و فصل بعید.
فصل قریب آن است که نوعی را از مشارکاتی که در جنس قریب دارد، جدا سازد زیرا هر یک از اجزای مشترک یعنی اجناس در مرتبهٔ معینی قرار گرفته‌اند و آخرین جزء مشترک که نوع معینی با انواع دیگر در این جزء شریک است، جنس قریب نامیده می‌باشد و آخرین ممیزی‌که در آخرین مرحله یعنی جنس قریب نوع را از مشارکات ذاتی جدا می‌سازد، فصل قریب است. (فصل اخیر آن نوع)
فصل بعید آن کلی است که نوع را در جنس بعید از انواع دیگر که در آن جنس با آن نوع شریک هستند، جدا می‌سازد. زیرا نوع به حسب هر یک از اجناس با یک دسته از انواع در قسمتی از اجزاء ذات مشارکت دارد و در هر مرتبه از مراتب اجناس متوسط و عالی که اجزاء ذات هستند، محتاج به فصل است تا در آن مرتبه از مشارکات جنس امتیاز پیدا کند.